# Oreogrammitis oblanceolata
Oreogrammitis oblanceolata är en stensöteväxtart som först beskrevs av Bak., och fick sitt nu gällande namn av Barbara S. Parris. Oreogrammitis oblanceolata ingår i släktet Oreogrammitis och familjen Polypodiaceae. Inga underarter finns listade.